# Épinçoir
L'épinçoir  ou marteau d'épinceur, nommé aussi régionalement épincette, est un outil de percussion utilisé par l'épinceur, les carriers, les paveurs et les tailleurs de pierre. C'est une sorte de massette parallélépipédique dont les faces frappantes sont légèrement biaises. Ses arêtes aigües sont aciérées ou garnies de pastilles de carbure. Il sert à la finition des pavés et des moellons de pierre dure.